# Gianfranco Gardin

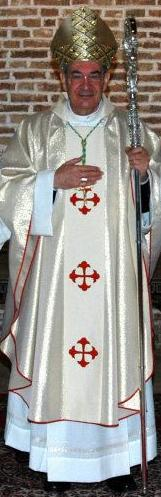
Bischof Gianfranco Gardin OFMConv

Erzbischofswappen

Gianfranco Agostino Gardin OFMConv (* 15. März 1944 in San Polo di Piave, Provinz Treviso, Italien; † 21. Juni 2024 in Treviso) war ein italienischer Ordensgeistlicher und Generalminister der Franziskaner-Minoriten sowie Kurienerzbischof der römisch-katholischen Kirche und Bischof von Treviso. 

## Leben
Gianfranco Gardin trat nach seiner Schulzeit in den Minoritenorden ein und legte am 4. Oktober 1965 in Padua die ewige Profess ab. Am 21. März 1970 empfing er das Sakrament der Priesterweihe. Anschließend wurde Gardin zur Fortsetzung seiner Studien nach Rom entsandt. Er wurde an der Päpstlichen Lateranuniversität im Fach Moraltheologie promoviert.
Von 1973 bis 1988 war Gianfranco Agostino Gardin Vize-Rektor des Theologischen Seminars seines Ordens in Padua. Zudem war er Dozent für Moraltheologie am Institut Sant’Antonio Dottore und Redakteur der Zeitung Messaggero di Sant’Antonio. 1980 gründete Gardin die Zeitschrift Credere oggi, deren Direktor er bis 1998 war. Von 1988 bis 1995 leitete Gianfranco Gardin als Provinzial die Ordensprovinz Padua und von 1995 bis 2001 war er Generalminister der Franziskaner-Minoriten. 1999 wurde Gardin Vertreter der Union der Generaloberen bei der Synode der europäischen Bischöfe und schließlich 2000 Vorsitzender der Union. Von 2005 bis 2006 leitete er als Generaldirektor die Zeitung Messaggero di Sant’Antonio.
Am 10. Juli 2006 ernannte ihn Papst Benedikt XVI. zum Titularerzbischof von Cissa und zum Sekretär der Kongregation für die Institute geweihten Lebens und für die Gesellschaften apostolischen Lebens. Die Bischofsweihe spendete ihm am 26. August desselben Jahres Kardinalstaatssekretär Angelo Sodano in der Basilika des Heiligen Antonius zu Padua. Mitkonsekratoren waren die Erzbischöfe Piergiorgio Silvano Nesti und Paolo Mario Virgilio Atzei. Am 1. November 2007 optierte Gardin auf das Titularbistum Torcello.
Am 18. Dezember 2009 wurde Gardin von Benedikt XVI. unter Beibehaltung des Erzbischofstitels zum Bischof von Treviso ernannt. Die Amtseinführung fand am 7. Februar 2010 statt.
Am 6. Juli 2019 nahm Papst Franziskus seinen altersbedingten Rücktritt an.